# WGS84

Raggi terrestri equatoriali (a) e polari (b) medi come definiti nella revisione del Sistema Geodetico Mondiale del 1984

WGS84, (World Geodetic System 1984, conosciuto anche come EPSG:4326) è un sistema di coordinate geografiche geodetico, mondiale, basato su un ellissoide di riferimento elaborato nel 1984. 
Esso costituisce un modello matematico della Terra da un punto di vista geometrico, geodetico e gravitazionale, costruito sulla base delle misure e delle conoscenze scientifiche e tecnologiche disponibili al 1984. 
I datum della geodesia classica possono essere definiti locali o regionali, approssimando bene il geoide solo in un intorno del punto di emanazione, mentre il datum globale WGS84 utilizza lo standard EGM96, che approssima il geoide nel suo complesso ed è valido per tutto il mondo.

## Il sistema convenzionale terrestre WGS84
Dal punto di vista geometrico, il WGS84 è un particolare sistema terrestre convenzionale (CTS Conventional Terrain System), ovvero un sistema di riferimento cartesiano usato per descrivere la Terra, le cui caratteristiche sono:
- centro: nel centro di massa della Terra;
- asse Z: passante per il polo Nord, come definito dal BIH nel 1984;
- asse X: scelto in modo che il meridiano di Greenwich giaccia sul piano XZ, come definito dal BIH nel 1984;
- asse Y: scelto in modo da dare una terna destrorsa, ovvero tale che un osservatore posto lungo l'asse Z veda l'asse X sovrapporsi a Y con moto antiorario, il che pone Y in Asia.

### Ellissoide
Al sistema CTS WGS84 è associato l'ellissoide WGS84, descritto dai seguenti parametri:
- semiasse maggiore: a = 6 378 137,000 000 m;
- semiasse minore: b = 6 356 752,314 245 m;
- schiacciamento: f = 1/298,257223563;
- costante gravitazionale geocentrica: u = 3986005×108 - m³/s².

### Rappresentazione cartografica
Il sistema WGS84 non ha associata una rappresentazione cartografica ufficiale, ma comunemente viene utilizzata la rappresentazione UTM, che assume la denominazione UTM-WGS84.

## Utilizzo

### GPS
Il sistema satellitare di navigazione GPS utilizza il WGS84.

### Navigazione aerea
Dal 2000 è obbligatorio l'utilizzo del WGS84 come standard per la navigazione aerea. 
In Italia sia l'Aeronautica Militare che l'ENAV, la società nazionale di assistenza al volo, hanno terminato la conversione dei dati aeronautici dai vecchi standard Roma 40 e ED50 al WGS84, nel rispetto dei nuovi standard internazionali emanati dall'ICAO.